# گراهام سویفت
گراهام سویفت (انگلیسی: Graham Swift؛ زادهٔ ۴ مهٔ ۱۹۴۹) رمان‌نویس اهل بریتانیا است.
وی همچنین برندهٔ جوایزی همچون جایزه یادبود جیمز تیت بلاک و جایزه ادبی من بوکر شده‌است.